# Gillis Coyet den yngre
(Gillis) Julius Coijet (Coyet), född omkring 1580, död 1634 i Moskva, var en svensk guldsmed och myntmästare.

## Biografi
Coyet var son till myntmästaren Julius Coijet och van Huffven. Han arbetade som guldsmed i Stockholm och blev 29 juni 1614 myntmästare. Coyet avled 1634 i Moskva.
Coijet utnämndes till hovguldsmed och kunglig myntmästare 1614. Han flyttade 1628 till Ryssland efter att tsaren lovat honom ett överstebefäl, men väl i Ryssland blev han bara styckjunkare. Han beklagade sig för sin forne konung, till ingen nytta. Bland hans kända arbeten finns 50 st Gustaf II Adolfsporträtt i guld och emalj som han och Ruprecht Miller tillverkade 1619. 

### Familj
Coyet var gift med Catharina von Steinberg (död 1633). Hon var dotter till guldsmeden Johan von Steinberg i Stockholm. De fick tillsammans sönerna ambassadören Peter Julius Coyet (1618–1667) och ståthållaren Fredrik Coyet (1620–1689) på Formosa.